# В-902

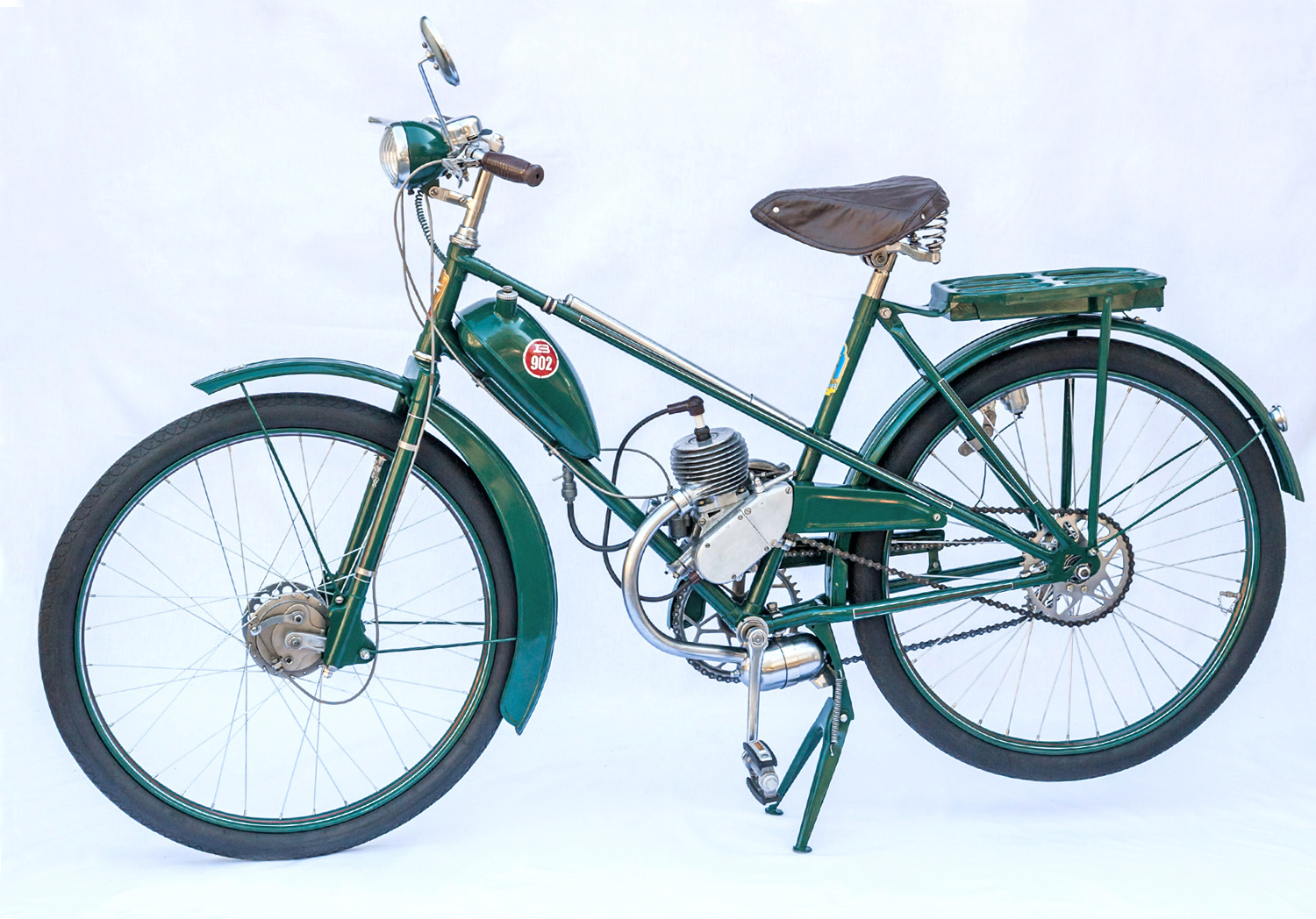
Мотовелосипед ЛВЗ В-902 второй версии (1960 г.). Под багажником установлен удобный выдвижной металлический ящик для инструмента

В-902 — первый мотовелосипед производства Львовского велозавода, период производства 1958—1963 гг.
В конце 1950-х годов конструкторами Львовского велозавода совместно с ЦКТБ велостроения Харьковского велозавода и ЦКБ мотоциклостроения был разработан мотовелосипед В-902 с двигателем Д-4. Его серийное производство было начато на Львовском велосипедном заводе с июня 1958 года. Мотовелосипед В-902 был одним из первых в Советском Союзе типом легкого мототранспорта массового производства.

## Конструкция мотовелосипеда
В отличие от мотовелосипеда В-901, который некоторое время производили в Харькове и который был практически обычным дорожным велосипедом с мотором, В-902 имел ряд технических особенностей. Усиленная жесткая рама мотовелосипеда В-902 была спаяна из труб разного диаметра, на ней устанавливалась каретка педалей велосипедного типа ХВЗ. Передняя вилка оснащалась рычажными амортизаторами с возможностью регулировки жесткости пружин, подвеска заднего колеса была жесткая. На переднем колесе была установлена втулка с тормозными колодками. Заднее колесо с велосипедной тормозной втулкой Torpedo завода ХВЗ. На нем устанавливалась приводная моторная звездочка из комплекта веломотора. Для регулировки натяжения цепи педалей на оси колеса монтировался поворотный кронштейн с небольшой звездочкой-роликом.

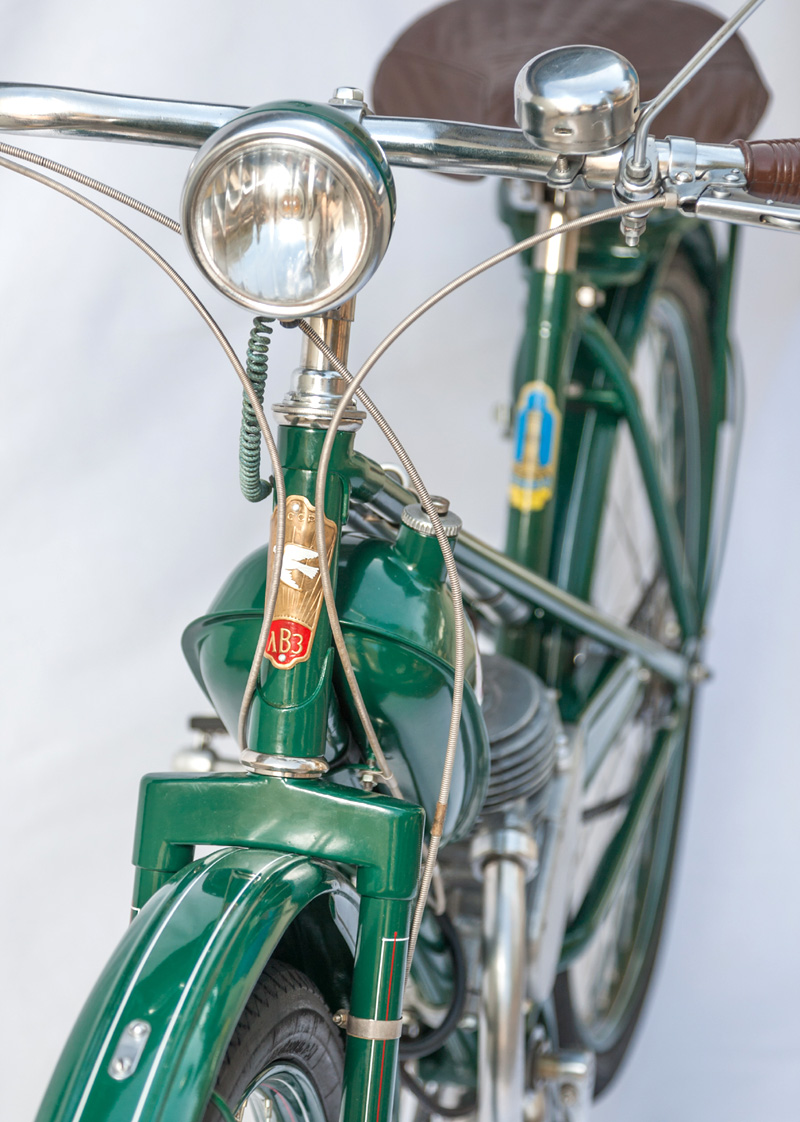
Мотовелосипед ЛВЗ В-902

Обода колес мопеда — велосипедные под 36 спиц (такие, как на женском велосипеде В-22), на них установлены увеличенные покрышки размером 26 × 2" (665 × 48 мм). Небольшой диаметр колес и низкое седло дали удобную посадку водителя и устойчивость на ходу.
Веломопед оснащался откидной центральной подставкой. Седло было велосипедного типа, немного шире обычного, с двумя задними вертикальными пружинами и увеличенным количеством горизонтальных пружин. Верх седла был кроеным из мягкой кожи с толстой войлочной подкладкой. На его задней части крепилась штампованная хромированная табличка с надписью «Львов».
На трубе руля устанавливалась фара велосипедного типа, а на стойке задней вилки монтировалась велодинамка. На заднем крыле устанавливался круглый велосипедный катафот со стеклянным отражателем рубинового цвета.
Звездочка и шатун педалей — от велосипеда В-110 «Прогресс». Чтобы избежать касания сторон мотора, шатуны были разогнутые. Педали отлиты из алюминиевого сплава с резиновыми накладками, которые прижимались штампованными пластинами со встроенными светоотражателями.
На В-902 устанавливали стандартный велосипедный односкоростной двигатель Д-4 производства ленинградского завода  «Красный Октябрь с комплектным баком, задней звездочкой, глушителем, ручками сцепления и газа. 
Первая сборка мотовелосипедов — на Львовском заводе, июнь 1958 года, УССР.

## Модификации и оформления
В период производства мотовелосипед незначительно модернизировался. Всего было три версии, все они имели небольшие различия. Лишь на последних моделях (1962—1963 г.г.) начали устанавливать более эффективную переднюю вилку с телескопическим пружинным амортизатором.
Мотовелосипеды красились в разные цвета: темно-зеленый с красно-белыми линовками на крыльях и раме, оливковый, синий с орнаментом, выполненным под трафарет (бронзовой краской) на крыльях, вилке и щитке цепи педалей. Встречались отдельные экземпляры с покраской в два цвета, и с дополнительной деколью на щитке цепи педалей с надписью «Львов». На баке под трафарет в два цвета наносилась надпись «В-902». На заднем крыле наносилась красочная деколь (эмблема велозавода), а на подседельной трубе — рисунок с изображением башни львовской ратуши и надписью «Львів».

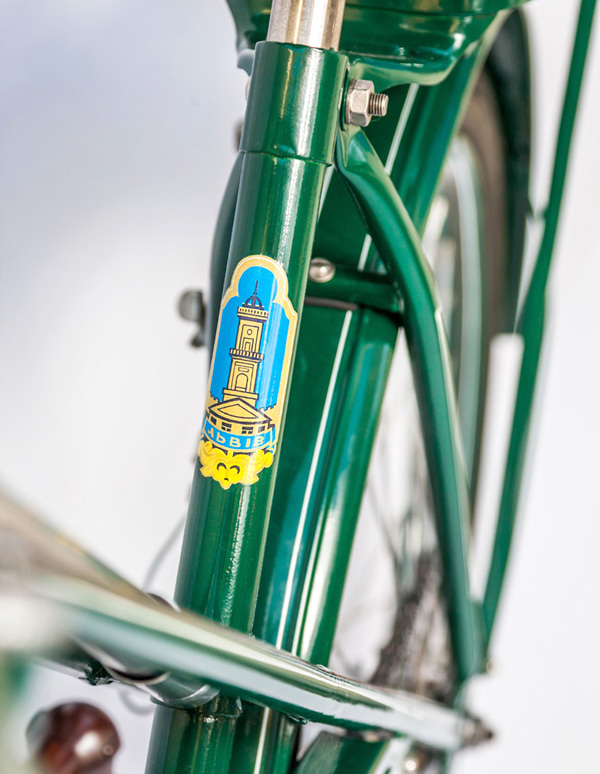
Рисунок на раме с изображением башни львовской ратуши и надписью «Львів»

На некоторых мопедах, вероятно, первых выпусков, она была выполнена в сине-желтых цветах. Вероятно, художник сознательно взял цвета украинского национального флага. Известно, что такая символика, а также сочетание синего и желтого цвета были негласно запрещены в СССР. Позже эта деколь была уже выполнена в желто-оранжевой гамме.

## Прекращение производства и следующие модели
В 1961 году Львовский велозавод получил новое название «ЛЗМ- Львовский завод мотовелосипедов». На нем было начато производство с декабря 1962 года нового экстравагантного мотовелосипеда МВ-042 «Львовянка» с двигателем Д-5, а позже — еще ряд односкоростных мопедов МВ-042М, МВ-044, МВ-045, МВ-047 «Тиса».
Техническая характеристика мотовелосипеда ЛВЗ В-902:
- База — 1105 мм
- Длина — 1780 мм
- Высота — 980 мм
- Втулка заднего колеса — тормозная, велосипедная типа Tоrpedo
- Размер шин — 559 × 48 (26 × 2)
- Двигатель — односкоростной Д-4, 45 куб. см, 1 л. с.
- Грузоподъемность — до 100 кг
- Макс. скорость — до 50 км/ч
- Вес мотовелосипеда вместе с двигателем — 32 кг.